# Kuafu verfolgt die Sonne

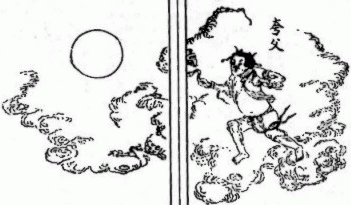
Kuafu verfolgt die Sonne

Kuafu verfolgt die Sonne (chinesisch 夸父逐日, Pinyin Kuāfù zhú rì) ist die chinesische Version des Ikarus-Mythos, bei der ein Riese der Sonne nachjagt, sie am Ende einholt und an Dehydrierung stirbt.
Die Sage taucht erstmals in dem Kapitel „Die Fragen von König Tang“ (汤问) des wohl im 3. Jahrhundert n. Chr. entstandenen daoistischen Klassikers Liezi auf.
Bekannter ist die Version aus dem „Klassiker der Regionen jenseits der Meere: Norden“ (海外北经), einem Kapitel des Shanhaijing in der Fassung von Guo Pu (郭璞, 276–324).

## Sage
Die Kuafu-Sage wurde im Laufe der Jahrhunderte immer weiter ausgeschmückt. In der Urversion des Liezi besagt sie, dass ein Held namens Kuafu seine Kräfte überschätzte und sich einen Wettlauf mit der Sonne liefern wollte. Er verfolgte die Sonne von Osten nach Westen. In einem abgelegenen Tal hatte er sie eingeholt, aber von der Sonnenhitze wurde er so durstig, dass er zuerst den Gelben Fluss, dann dessen Nebenfluss Wei He leertrank. Dies reichte nicht, um seinen Durst zu stillen. Daraufhin eilte er nach Norden, um das Wasser eines dort befindlichen großen Sees zu trinken. Bevor Kuafu den See jedoch erreichen konnte, war er verdurstet.
Im Shanhaijing wurde Kuafu zum Enkel der Erdmutter Houtu (后土), und er wurde, bevor der den großen See erreichen konnte, von dem Drachen Yinglong (应龙), einem Regengott, getötet, der nach Süden weiterzog, was der Grund ist, warum es heute in Südchina mehr regnet als im Norden. Die späteren Interpretationen der Sage – so vermutete zum Beispiel Mao Dun, dass „Kuafu“ nicht der Name eines Helden, sondern der eines ganzen Stammes sein könnte – beziehen sich alle auf diese Version.
Die offizielle Interpretation der Sage lautet mittlerweile, dass es sich um eine Parabel auf den Kampf des chinesischen Volkes gegen die immer wiederkehrenden Dürrekatastrophen handelt.

## Sonstiges
Die geplante, aber nie realisierte Raumfahrtmission KuaFu verschiedener Universitäten und der Chinesischen Akademie für Weltraumtechnologie aus dem Jahr 2012 zur Erforschung der Sonne und ihrer Wechselwirkung mit der Erde wurde nach dem Helden benannt.
Das chinesische Projekt zum Bau eines orbitalen Sonnenkraftwerks heißt – nun in der Interpretation „wir wagen es, das Feuer vom Himmel zu holen“ – seit 2018 „Zhuri“ bzw. „Sonnenverfolgung“.